# Superserien 2017
La Superserien 2017 è la 33ª edizione del campionato di football americano di primo livello, organizzato dalla SAFF.
Gli STU Northside Bulls avrebbero dovuto partecipare a questo campionato, ma si sono ritirati il 14 febbraio 2017.

## Squadre partecipanti
| Club                    | Città     | Stadio | Sponsor ufficiale | Risultato nella stagione 2016 |
| ----------------------- | --------- | ------ | ----------------- | ----------------------------- |
| Carlstad Crusaders      | Karlstad  |        |                   |                               |
| Limhamn Griffins        | Malmö     |        |                   |                               |
| Örebro Black Knights    | Örebro    |        |                   |                               |
| Stockholm Mean Machines | Stoccolma |        |                   |                               |
| Tyresö Royal Crowns     | Tyresö    |        |                   |                               |
| Uppsala 86ers           | Uppsala   |        |                   |                               |

## Stagione regolare

### Calendario

#### 1ª giornata
| Malmö 7 aprile 2017, ore 18:30 | Limhamn Griffins | 0 – 54 (0-34 0-10 0-7 0-3) referto | Carlstad Crusaders | Hästhagens IP |

| Örebro 7 aprile 2017, ore 18:30 | Örebro Black Knights | 53 – 6 (28-6 0-0 7-0 18-0) referto | Stockholm Mean Machines | Behrn Arena |

| Tyresö 8 aprile 2017, ore 16:00 | Tyresö Royal Crowns | 7 – 33 (0-10 7-9 0-14 0-0) referto | Uppsala 86ers | Tyresövallen |

#### 2ª giornata
| Uppsala 14 aprile 2017, ore 18:30 | Uppsala 86ers  | 20 – 55 (0-14 6-17 6-16 8-8) referto | Carlstad Crusaders | Österängens IP (340 spett.)\| Arbitro: \| B. Westerbjork \| |
| Arbitro:                          | B. Westerbjork |                                      |                    |                                                             |

| Tyresö 17 aprile 2017, ore 13:00 | Tyresö Royal Crowns | 0 – 1 (a tavolino) referto | Limhamn Griffins | Tyresövallen |

#### 3ª giornata
| Stoccolma 21 aprile 2017, ore 18:30 | Stockholm Mean Machines | 8 – 43 (0-16 0-6 8-13 0-8) referto | Carlstad Crusaders | Zinkensdamms Idrottsplats (678 spett.)\| Arbitro: \| R. M. Ferrada \| |
| Arbitro:                            | R. M. Ferrada           |                                    |                    |                                                                       |

| Örebro 23 aprile 2017, ore 15:00 | Örebro Black Knights | 69 – 0 (29-0 20-0 14-0 6-0) referto | Tyresö Royal Crowns | Behrn Arena |

#### 4ª giornata
| Malmö 28 aprile 2017, ore 18:30 | Limhamn Griffins | 15 – 33 referto | Uppsala 86ers | Hästhagens IP |

| Stoccolma 29 aprile 2017, ore 15:00 | Stockholm Mean Machines | 0 – 45 referto | Örebro Black Knights | Zinkensdamms Idrottsplats |

| Karlstad 29 aprile 2017, ore 15:00 | Carlstad Crusaders | 50 – 12 (16-0 20-0 14-6 0-6) referto | Tyresö Royal Crowns | Tingvalla IP (787 spett.)\| Arbitro: \| Jim \| |
| Arbitro:                           | Jim                |                                      |                     |                                                |

#### 5ª giornata
| Stoccolma 5 maggio 2017, ore 18:30 | Stockholm Mean Machines | 48 – 13 (28-7 14-0 0-6 6-0) referto | Uppsala 86ers | Zinkensdamms Idrottensplats |

| Örebro 6 maggio 2017, ore 15:00 | Örebro Black Knights | 61 – 0 (7-0 26-0 14-0 14-0) referto | Limhamn Griffins | Behrn Arena |

#### 6ª giornata
| Örebro 12 maggio 2017, ore 18:30 | Örebro Black Knights | 36 – 0 (0-0 15-0 8-0 13-0) referto | Uppsala 86ers | Behrn Arena |

| Tyresö 12 maggio 2017, ore 18:30 | Tyresö Royal Crowns | 6 – 35 (0-6 0-29 0-0 6-0) referto | Stockholm Mean Machines | Tyresövallen |

| Karlstad 14 maggio 2017, ore 15:00 | Carlstad Crusaders | 43 – 0 (24-0 16-0 0-0 3-0) referto | Limhamn Griffins | Tingvalla IP |

#### 7ª giornata
| Malmö 19 maggio 2017, ore 20:00 | Limhamn Griffins | 0 – 35 (0-7 0-14 0-14 0-0) referto | Stockholm Mean Machines | Hästhagens IP |

#### 8ª giornata
| Örebro 26 maggio 2017, ore 18:30 | Örebro Black Knights | 0 – 34 (0-6 0-6 0-8 0-14) referto | Carlstad Crusaders | Behrn Arena |

| Uppsala 27 maggio 2017, ore 15:00 | Uppsala 86ers | 43 – 13 (14-7 7-0 7-6 15-0) referto | Tyresö Royal Crowns | Studenternas IP |

#### 9ª giornata
| Karlstad 2 giugno 2017, ore 18:30 | Carlstad Crusaders | 43 – 0 (14-0 15-0 7-0 7-0) referto | Uppsala 86ers | Tingvalla IP |

| Tyresö 2 giugno 2017, ore 18:30 | Tyresö Royal Crowns | 18 – 62 (6-16 12-26 0-12 0-8) referto | Örebro Black Knights | Tyresövallen |

| Stoccolma 3 giugno 2017, ore 15:00 | Stockholm Mean Machines | 48 – 14 (14-7 20-0 14-7 0-0) referto | Limhamn Griffins | Zinkensdamms Idrottsplats |

#### 10ª giornata
| Uppsala 9 giugno 2017, ore 18:30 | Uppsala 86ers | 0 – 30 (0-8 0-6 0-6 0-10) referto | Örebro Black Knights | Studenternas IP |

| Karlstad 10 giugno 2017, ore 15:00 | Carlstad Crusaders | 42 – 6 (14-0 21-6 7-0 0-0) referto | Stockholm Mean Machines | Tingvalla IP |

| Malmö 11 giugno 2017, ore 13:00 | Limhamn Griffins | 41 – 20 (0-14 7-0 14-0 20-6) referto | Tyresö Royal Crowns | Hästhagens IP |

#### 11ª giornata
| Tyresö 16 giugno 2017, ore 18:30 | Tyresö Royal Crowns | 0 – 70 (0-43 0-14 0-6 0-7) referto | Carlstad Crusaders | Tyresövallen |

| Uppsala 17 giugno 2017, ore 15:00 | Uppsala 86ers | 28 – 31 (21-7 0-7 0-7 7-10) referto | Stockholm Mean Machines | Studenternas IP |

| Malmö 17 giugno 2017, ore 15:00 | Limhamn Griffins | 13 – 48 referto | Örebro Black Knights | Hästhagens IP |

#### 12ª giornata
| Karlstad 21 giugno 2017, ore 18:30 | Carlstad Crusaders | 49 – 21 (20-7 6-7 8-0 15-7) referto | Örebro Black Knights | Tingvalla IP |

| Stoccolma 21 giugno 2017, ore 19:00 | Stockholm Mean Machines | 25 – 7 (9-0 7-0 7-0 2-7) referto | Tyresö Royal Crowns | Zinkensdamms Idrottsplats |

| Uppsala 22 giugno 2017, ore 18:30 | Uppsala 86ers | 41 – 6 (21-0 14-0 6-0 0-6) referto | Limhamn Griffins | Studenternas IP |

### Classifica
La classifica della regular season è la seguente:
- PCT = percentuale di vittorie, G = partite giocate, V = partite vinte,  P = partite perse, PF = punti fatti, PS = punti subiti

| Pos. | Squadra                 | PCT   | G  | V  | N | P  | PF  | PS  |
| ---- | ----------------------- | ----- | -- | -- | - | -- | --- | --- |
| 1    | Carlstad Crusaders      | 1.000 | 10 | 10 | 0 | 0  | 483 | 67  |
| 2    | Örebro Black Knights    | .800  | 10 | 8  | 0 | 2  | 425 | 120 |
| 3    | Stockholm Mean Machines | .600  | 10 | 6  | 0 | 4  | 242 | 251 |
| 4    | Uppsala 86ers           | .400  | 10 | 4  | 0 | 6  | 211 | 284 |
| 5    | Limhamn Griffins        | .200  | 10 | 2  | 0 | 8  | 90  | 383 |
| 6    | Tyresö Royal Crowns     | .000  | 10 | 0  | 0 | 10 | 83  | 429 |

## Playoff e playout

### Tabellone
|  | Semifinali | Semifinali              | Semifinali |                      |   | XXXII SM-Finalen   | XXXII SM-Finalen | XXXII SM-Finalen |  |
|  |            |                         |            |                      |   |                    |                  |                  |  |
|  | 1          | Carlstad Crusaders      | 47         |                      |   |                    |                  |                  |  |
|  | 1          | Carlstad Crusaders      | 47         |                      |   |                    |                  |                  |  |
|  | 4          | Uppsala 86ers           | 23         |                      |   |                    |                  |                  |  |
|  | 4          | Uppsala 86ers           | 23         |                      | 1 | Carlstad Crusaders | 24               |                  |  |
|  |            |                         |            |                      | 1 | Carlstad Crusaders | 24               |                  |  |
|  |            |                         | 2          | Örebro Black Knights | 0 |                    |                  |                  |  |
|  | 3          | Stockholm Mean Machines | 2          | Örebro Black Knights | 0 | 14                 |                  |                  |  |
|  | 3          | Stockholm Mean Machines |            |                      |   |                    |                  |                  |  |
|  | 2          | Örebro Black Knights    | 36         |                      |   |                    |                  |                  |  |

### Semifinali
| Karlstad 1º luglio 2017, ore 15:00 | Carlstad Crusaders | 47 – 23 (23-0 21-7 0-8 3-8) referto | Uppsala 86ers | Tingvalla IP |

| Örebro 1º luglio 2017, ore 17:00 | Örebro Black Knights | 36 – 14 referto | Stockholm Mean Machines | Behrn Arena |

### XXXII SM-Finalen
| Örebro 8 luglio 2017, ore 16:30 | Carlstad Crusaders | 24 – 0 referto | Örebro Black Knights | Behrn Arena |

## Verdetti
- Carlstad Crusaders Campioni della Svezia 2017 (8º titolo)